# النضر بن عبد الله القيسي
النضر بن عبد الله بن مطر القيسي، القيسي البصري، تابعي من صغار التابعين ومُحدّث، روى له أبو داود.

## روايته للحديث النبوي
- روى عن: أبيه، وعن جده، وعن أنس بن مالك.
- روى عنه: ابنه عبيد الله بن النضر، والحكم بن عطية.[1]
- الجرح والتعديل: ذكره ابن حبان في كتاب الثقات، وقال ابن حجر العسقلاني: «مستور»، وقال الذهبي: «ثقة».[2]